# Clean Air Nederland
Clean Air Nederland (CAN) is een Nederlandse organisatie die opkomt voor de belangen van niet-rokers. De organisatie heette hiervoor Clean Air Now, en dáárvoor stond CAN voor Club van Actieve Niet-rokers. CAN heeft zich onder meer ingezet voor het recht op een rookvrije werkplek. Ook een rookvrije horeca was een speerpunt. 

## Horeca rookvrij
Clean Air Nederland was de eerste organisatie die met succes gebruik maakte van het burgerinitiatief. Door meer dan 40.000 (65.000) handtekeningen te verzamelen heeft ze het roken in de horeca op de agenda van de Tweede Kamer gekregen. Het burgerinitiatief zelf werd niet tot de agenda van de Tweede Kamer toegelaten omdat deze het onderwerp in de twee jaar ervoor al had behandeld.
Clean Air Nederland heeft hierna een kaartenactie gelanceerd, en tijdens de formatie van het Kabinet-Balkenende IV zijn aan de onderhandelaars Verhagen en Rouvoet 60.000 ingevulde kaarten aangeboden voor rookvrije horeca. Als gevolg hiervan werd het streven naar rookvrije horeca in het regeerakkoord opgenomen.

### Rechtszaken
Nadat minister Klink (CDA) in 2008 het rookverbod voor de horeca definitief invoerde, was het in 2010 minister Schippers (VVD) die per algemene maatregel van bestuur het rookverbod terugdraaide voor de cafés zonder personeel. Clean Air Nederland startte vervolgens een rechtszaak wegens het schenden van de bepalingen van het Framework Convention on Tobacco Control (FCTC). In deze bodemprocedure wees de rechtbank de eis van Clean Air Nederland af, maar het Gerechtshof wees in hoger beroep de vordering toe. Vervolgens ging staatssecretaris Van Rijn (PvdA) in cassatie. In cassatie werd de uitspraak van het Gerechtshof bevestigd. Op grond van deze uitspraak werd in oktober 2014 alle horeca alsnog volledig rookvrij verklaard, zonder uitzondering. De wetgeving die staatssecretaris Van Rijn in voorbereiding had om de horeca volledig rookvrij te maken werd daarna zonder stemming in de Eerste Kamer aangenomen.
In 2016 startte Clean Air Nederland een nieuwe rechtszaak tegen de overheid, om de rookruimtes uit de Tabakswet te krijgen. Volgens de Tabakswet mogen beheerders van openbare gebouwen een rookruimte inrichten, maar aan deze rookruimte worden verder geen wettelijke eisen gesteld. Omdat een rookruimte het roken feitelijk faciliteert en de FCTC-bepalingen daarmee schendt, verzocht CAN de Staat eerst om de rookruimtes uit de wet te verwijderen. Nadat het ministerie aan Clean Air Nederland had laten weten hier niet op in te gaan, startte CAN een rechtszaak om de Staat hier alsnog toe te dwingen. Op 27 september 2019 oordeelde de Hoge Raad dat de uitzondering op het rookverbod voor rookruimtes in horeca-instellingen ongeldig is.